# Alessandro Bianchi (football)
Pour les articles homonymes, voir Alessandro Bianchi et Bianchi.
Alessandro Bianchi , né le 7 avril 1966 à Cervia (Italie), est un footballeur Italien, qui évoluait au poste d'ailier droit. Au cours de sa carrière il évolue à Cesena, à Padoue et à l'Inter ainsi qu'en équipe d'Italie.
Bianchi ne marque aucun but lors de ses neuf sélections avec l'équipe d'Italie entre 1992 et 1993. 

## Carrière
- 1985-1986 : AC Cesena
- 1986-1987 : Calcio Padova
- 1987-1988 : AC Cesena
- 1988-1996 : Inter Milan
- 1996-2001 : AC Cesena [1]

## Palmarès

### En équipe nationale
- 9 sélections et 0 but avec l'équipe d'Italie entre 1992 et 1993.

### Avec l'Inter
- Vainqueur de la coupe de l'UEFA en 1991 et 1994.
- Vainqueur du Championnat d'Italie en 1989.
- Vainqueur de la Supercoupe d'Italie en 1989.